# Janovický potok (přítok Sázavy)
Janovický potok je levostranný přítok řeky Sázavy protékající okresem Benešov ve Středočeském kraji. Délka jeho toku činí 28,1 km. Plocha povodí měří 159,4 km².

## Průběh toku
Janovický potok pramení severozápadně od Votic, nedaleko Vrchotových Janovic, kterými protéká a pod nimiž napájí rybník Zrcadlo. Po celé své délce teče převážně severním směrem. Pod Zrcadlem vzdouvají vody potoka další rybníky, které se nazývají: Kamenný, Manělovický, Libohošťský a Hůrecký. Pod obcí Václavice napájí rybníky Hamry, Jakub a Krčín. U Krusičan na říčním kilometru 3,7 přijímá Janovický potok levostranný a celkově největší přítok, který se nazývá Tloskovský potok. Do Sázavy se vlévá na jejím 19,0 říčním kilometru v Týnci nad Sázavou v nadmořské výšce 255 m.

### Větší přítoky
- Maršovický potok, zleva, ř. km 16,6[3]
- Zahořanský potok, zprava, ř. km 14,0[4]
- Nesvačilský potok, zprava, ř. km 11,1[5]
- Tisem, zleva, ř. km 9,5[5]
- Tloskovský potok, zleva, ř. km 3,7[6]

### Rybníky
Vodní nádrže v povodí Janovického potoka podle rozlohy:
| název vodní nádrže | vodní tok               | rozloha (ha) | celkový objem (tis. m³) | retenční objem (tis. m³) |  |
| ------------------ | ----------------------- | ------------ | ----------------------- | ------------------------ |  |
| Libohošťský rybník | Janovický potok         | 19,9         | 486,0                   | 110,0                    |  |
| Nesvačilský rybník | Nesvačilský potok       | 12,6         | 158,0                   | 71,0                     |  |
| Krčín              | boční (Janovický potok) | 11,0         | –                       | –                        |  |
| Zrcadlo            | Janovický potok         | 9,9          | 193,0                   | 56,5                     |  |
| Hamry              | boční (Janovický potok) | 8,0          | 66,0                    | 41,0                     |  |
| Panský rybník      | Tloskovský potok        | 7,8          | 62,0                    | 38,5                     |  |
| Hůrecký rybník     | Janovický potok         | 6,8          | 110,0                   | 44,0                     |  |
| Jakub              | boční (Janovický potok) | 4,1          | –                       | –                        |  |
| Kamenný rybník     | Janovický potok         | 4,0          | 79,0                    | 24,5                     |  |

## Vodní režim
Průměrný průtok Janovického potoka u ústí činí 0,45 m³/s.
M-denní průtoky u ústí:
| M [dní]  | Q30  | Q60  | Q90  | Q120 | Q150 | Q180 | Q210 | Q240 | Q270 | Q300 | Q330 | Q355 | Q364 |
| -------- | ---- | ---- | ---- | ---- | ---- | ---- | ---- | ---- | ---- | ---- | ---- | ---- | ---- |
| Q [m³/s] | 1,01 | 0,72 | 0,56 | 0,46 | 0,38 | 0,32 | 0,27 | 0,23 | 0,19 | 0,15 | 0,11 | 0,07 | 0,04 |

## Mlýny
- Vodní mlýn v Kožlí – Kožlí č.e. 2, Neveklov, okres Benešov, kulturní památka

Horní mlýn, Mlýny č.p. 5